# Рамезани, Роя
Роя Рамезани (перс. رؤیا رمضانی‎) — иранский дизайнер и борец за права женщин. В 2017 году она вошла в список 100 женщин Би-би-си.

## Карьера
Роя Рамезани родилась в Северном Иране и выросла в Тегеране, но в возрасте 19 лет переехала к родственникам в Канаду, в Торонто, чтобы учиться. Она получила образование в трёх разных университетах, включая Йоркский университет и Школу изобразительных искусств в Нью-Йорке. Рамезани начала работать в качестве стажёрки в Google, но поняла, что входящие в команду женщины не взаимодействуют на совещаниях так же, как их коллеги-мужчины. После этого она написала в Школе изобразительных искусств диссертацию «Экспонента: усиление женских голосов в технологическом дискурсе». Вдохновившись Hansen Writing Ball, она разработала клавиатуру, которая позволяет женщинам использовать более крепкие выражения: размер клавиш уменьшены, зато добавлены сочетания клавиш для таких слов, как «утверждаю», «не согласна» и «настаиваю».
В 2017 Рамезани она была включена в число 100 женщин Би-би-си. В связи с этим она выступила на мероприятии в Музее компьютерной истории в Маунтин-Вью, где рассказала о проблемах, с которыми сталкиваются женщины в сфере развития технологий.
Рамезани также создала в Пало-Альто художественную инсталляцию, которая была открыта 5 октября 2017 года, в тот же день, когда появилась первая новость об обвинениях Харви Вайнштейна в сексуальных домогательствах. Работа на А-образной раме содержала хэштег #Me Too. Хэштег ещё в 2006 году придумала Тарана Бёрк, хотя Рамезани заявила, что вдохновением для её работы послужило сексуальное насилие, которому она подверглась во время учёбы в университете, и реакция её друзей. Через несколько дней после установки актриса Алисса Милано использовала хэштег в отношении Вайнштейна, что привело к его вирусной популярности.